# Abing
Abing, A Bing, ou Ah Bing, en mandarin standard 阿炳, de son deuxième nom Hua Yanjun, 华彦钧, né le 17 août 1893 et mort le 4 décembre 1950, est un musicien chinois, artiste de rue vivant à Wuxi. Jouant notamment de l'erhu et du pipa, il est l'auteur de nombreux morceaux dont seulement six ont été enregistrés en 1950 quelque temps avant sa mort et dont Erquan Yingyue constitue la pièce maîtresse. Il est considéré comme l'un des musiciens chinois les plus importants du XXe siècle.

## Biographie

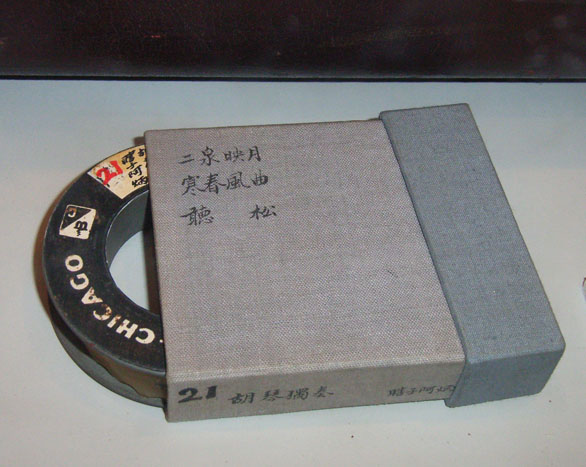
L'unique enregistrement de la musique d'Abing effectué en 1950 peu avant sa mort.

Abing nait le 17 août 1893 dans la ville de Wuxi, alors située dans l'Empire chinois, à l'ouest de Shanghai. Sa mère, veuve de son premier mari, épouse en secondes noces un prêtre taoïste, Hua Qinghe. Sa famille vivant mal la situation, elle meurt d'une dépression un an après la naissance d'Abing. À l'âge de huit ans, celui-ci décide de vivre avec son père au temple taoïste, reçoit le nom de Hua Yanjun à la place du nom hérité de sa mère et commence à aller à l'école.
Son initiation à la musique se fait au contact de son père, joueur de nombreux instruments de la musique religieuse taoïste. Débutant par les percussions à 10 ans, il enchaîne avec le dizi, une flûte traversière, à 12 ans puis l'erhu. Ses séances d'entraînement sont rudes, avec par exemple des poids attachés à l'extrémité du dizi afin de renforcer son souffle. Il commence les représentations à 17 ans lors de cérémonies religieuse au cours desquelles il se fait rapidement remarquer pour ses talents musicaux, vocaux et scéniques.
À la mort de son père en 1914, il hérite de l'entretien du temple avec son cousin. Cependant, en raison d'une mauvaise gestion du temple et d'une addiction à l'opium, Abing s'appauvrit. La syphilis qu'il contracte à 34 ans entraîne sa cécité, ce qui accélère sa clochardisation. Il vit alors dans la rue et joue de la musique pour survivre. Malgré sa situation difficile, il se marie en 1939 à Dong Caidi, une veuve. Après son mariage, il prend l'habitude de jouer tous les après-midi dans un jardin public puis de terminer la journée en marchant dans les rues tout en jouant de l'erhu. Il acquiert sa renommée grâce à ses morceaux inspirés de sujets d'actualité, notamment la guerre avec le Japon, et à sa maîtrise de ses instruments. Son morceau le plus connu et le plus représentatif de sa musique, Erquan Yingyue, est composé au cours de cette période faste pour Abing.
L'avancée des troupes japonaises en Chine et la prise de la ville de Wuxi oblige Abing à partir pour Shanghai, sa femme retournant quant à elle dans son village natal, où il joue dans un kunqu, une forme d'opéra chinois traditionnel. À son retour à Wuxi en 1939, il reprend ses habitudes de jouer dans la rue. Cependant, les nouvelles autorités japonaises n'apprécient pas sa liberté d'expression et lui interdisent en 1945 de jouer des morceaux liés à l'actualité dans ses endroits habituels. Ces restrictions et une maladie du foie apparue en 1947 l'obligent à cesser de composer et jouer et il se reconvertit en réparateur de huqin.

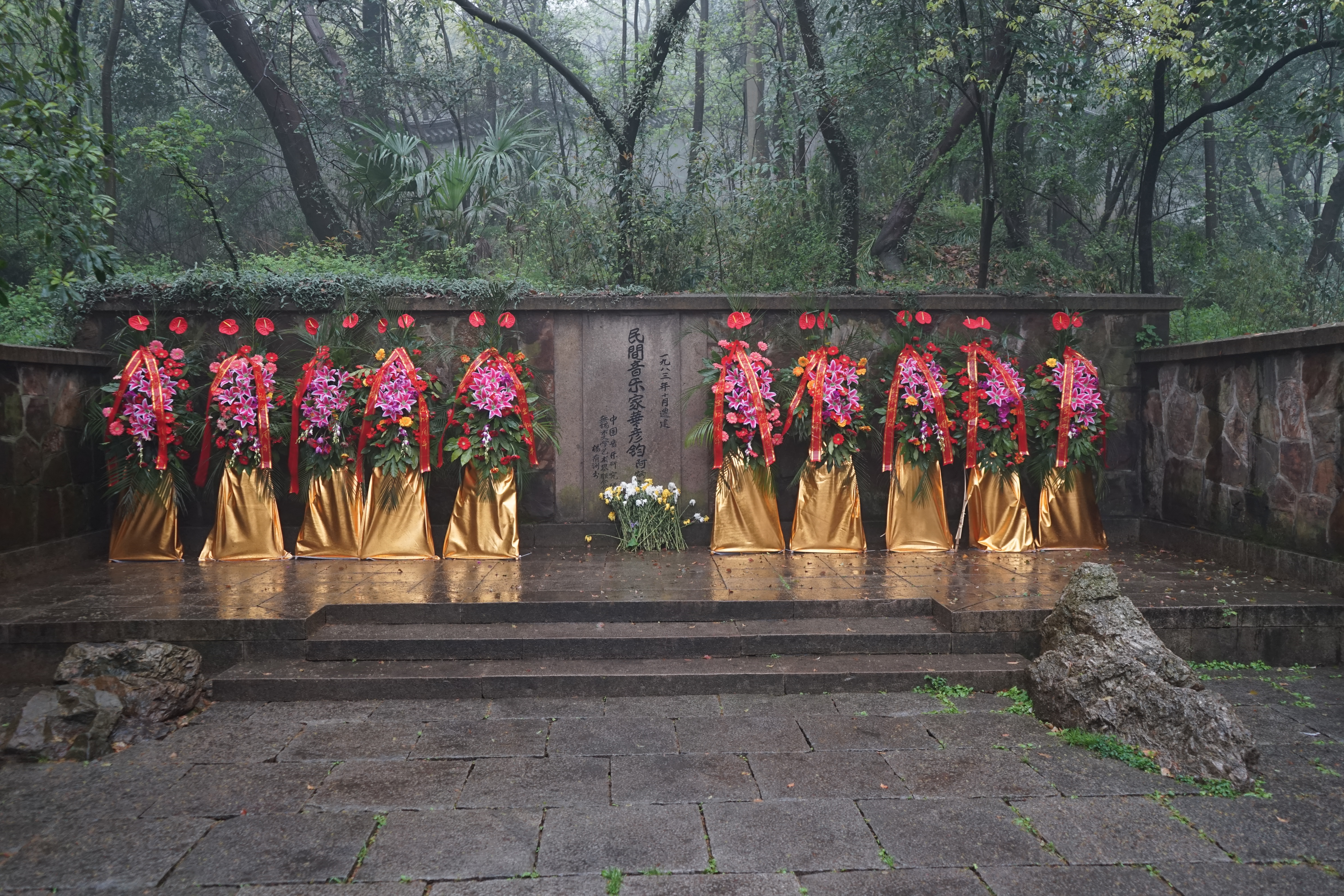
Vue de la tombe d'Abing à Wuxi.

Il réalise ses dernières prestations à l'été 1950 à la demande de deux professeurs du Conservatoire central de musique, Yang Yinliu et Cao Anhe,,. N'ayant pas joué depuis trois ans, Abing s'entraîne durant trois jours afin de retrouver son ancienne maîtrise de ses instruments. Il enregistre alors en deux fois trois morceaux joués à l'erhu et trois autres joués au pipa, tous de sa composition. Son morceau favori, Meihua Sannong, ne peut cependant pas être enregistré par les deux professeurs en raison d'un manque de place sur les pistes d'enregistrement. Une autre séance d'enregistrement est alors projetée quelques mois plus tard, et un poste de professeur au Conservatoire central de musique lui est proposé. Il tombe cependant malade avant d'avoir pu concrétiser cette offre et meurt le 4 décembre 1950, suivi de sa femme trois mois plus tard. Il est enterré dans le cimetière du temple taoïste de sa jeunesse.

## Œuvre
L'œuvre d'Abing est composée de centaines de morceaux mais le plus célèbre et le plus représentatif est Erquan Yingyue, initialement composé pour être joué uniquement à l'erhu et qui reste un standard pour cet instrument,.
Malgré l'enregistrement de seulement six morceaux et le manque d'informations sur ces autres compositions qu'il ne transcrivait pas à l'écrit, il est considéré comme faisant partie des musiciens chinois les plus importants du XXe siècle.
Sa tombe dans le cimetière du temple taoïste de Wuxi reste très visitée et sa maison, détruite par des inondations en 1991 et reconstruite en 1993, est un mémorial à Abing et sa musique.